# 夕やけスタジアム
『夕やけスタジアム』（ゆうやけスタジアム）はスカイ・エースポーツプラスで、2011年に放送された阪神タイガースの主催試合中継の見所を紹介したスカイ・Aスタジアムの前座番組である。

## 内容
スカイ・Aスタジアムで阪神タイガースの主催試合が生中継される場合（一部は除く）、阪神甲子園球場の放送席から、その日の試合の見所を、Tigers-aiディレクターの福家雅明（阪神OB）や、日刊スポーツ西日本・本部（大阪市）のトラ番記者をゲスト解説に迎えてたっぷり紹介するというものである。聞き手・進行は朝日放送アナウンサー（現在スカイ・エーディレクターとしても出向）の太田元治が勤めた。

## 放送時間
基本的にはナイターの開催日の17:30-17:56であるが、まれにデーゲームの試合開始30分前から放送されたことがある。このため、2012年は「イマトラ !! 〜Tigers NOW !!〜」に改題となった。